# Tenzing Montes
Tenzing Montes, informalmente Norgay Montes, es un accidente geográfico de la superficie del planeta enano Plutón.
Fueron avistadas por primera vez por la sonda espacial New Horizons el 14 de julio de 2015 y anunciadas por la NASA el 15 de julio de 2015, llevan el nombre del alpinista nepalí Tenzing Norgay, quien, junto con Sir Edmund Hillary, realizó el primer ascenso exitoso del pico más alto en la Tierra, el Monte Everest (29 de mayo de 1953). El equipo de New Horizons llamó informalmente a las montañas Montes Norgay, pero ese nombre se cambió más tarde de Norgay a Tenzing. El 7 de septiembre de 2017, se aprobó oficialmente el nombre Tenzing Montes junto con los nombres de Tombaugh Regio y otras doce características superficiales cercanas.

## Descripción
Tenzing Montes es una cadena montañosa que se extienden al suroeste de Sputnik Planitia siendo la más elevada de Plutón, alcanza alturas de hasta 6,2 km de altura respecto del terreno circundante, así como la más empinada con inclinaciones de 19,2 grados.

## Picos más altos
Varios macizos dentro de los Tenzing Montes alcanzan elevaciones de más de 4 km sobre el terreno circundante.
| Nombre del macizo    | Nombre del pico | Ubicación      | Altura (km, base a pico) |
| -------------------- | --------------- | -------------- | ------------------------ |
| Montes Tenzing       | "T2"            | 16.4°S 175.6°E | 6.2 ± 0.6                |
| Montes Tenzing       | "T1"            | 16.0°S 174.9°E | 5.7 ± 0.4                |
| Montes Tenzing       | "T3"            | 16.9°S 176.3°E | 5.3 ± 0.4                |
| Montes Tenzing       | "T4"            | 21.7°S 179.7°E | 5.0 ± 0.4                |
| Montes Tenzing (sur) | "T1 1"          | 19.5°S 179.2°E | 4.5 ± 0.4                |
| Montes Tenzing (sur) | "T1 2"          | 20.3°S 178.9°E | 4.4 ± 0.4                |

Tenzing Montes llega a alcanzar hasta 6,2 km (3,9 mi; 20 341,2 pies) de altura, aproximadamente el doble de la altura que Hillary Montes. En comparación, el Monte Everest se eleva 4,6 km (2,9 mi; 15 091,9 pies) de base a pico (aunque a una elevación de 8,8 km (5,5 mi; 28 871,4 pies) sobre el nivel del mar).

## Galería

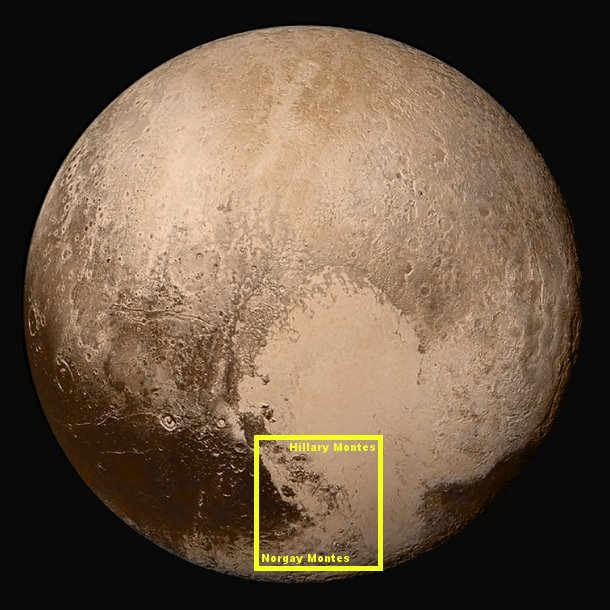
Plutón – Montes Hillary y Montes Tenzing (contexto; 14 julio de 2015).
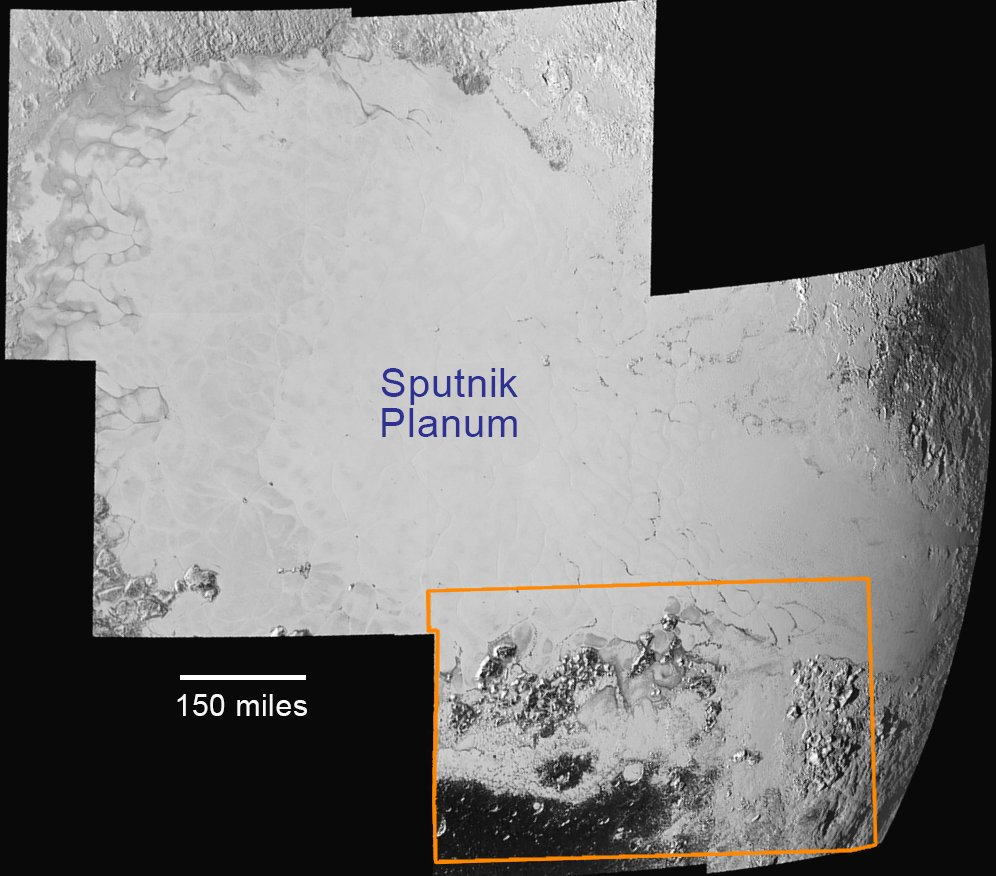
Montes Hillary  y Montes Tenzing (contexto; 14 julio de 2015).
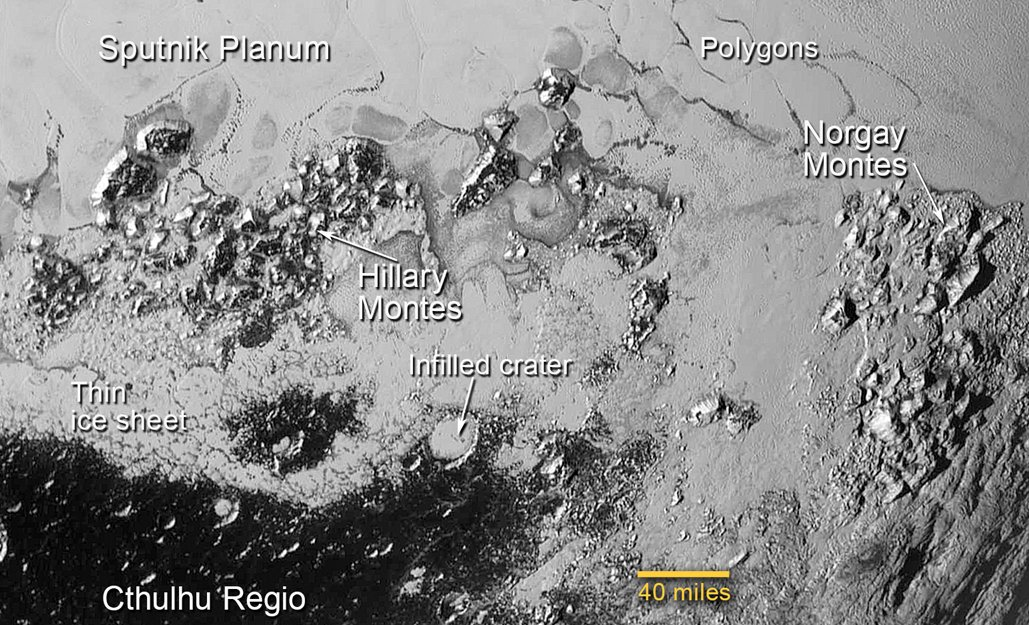
Montes Hillary  y Montes Tenzing en Plutón (contexto; 14 julio de 2015).
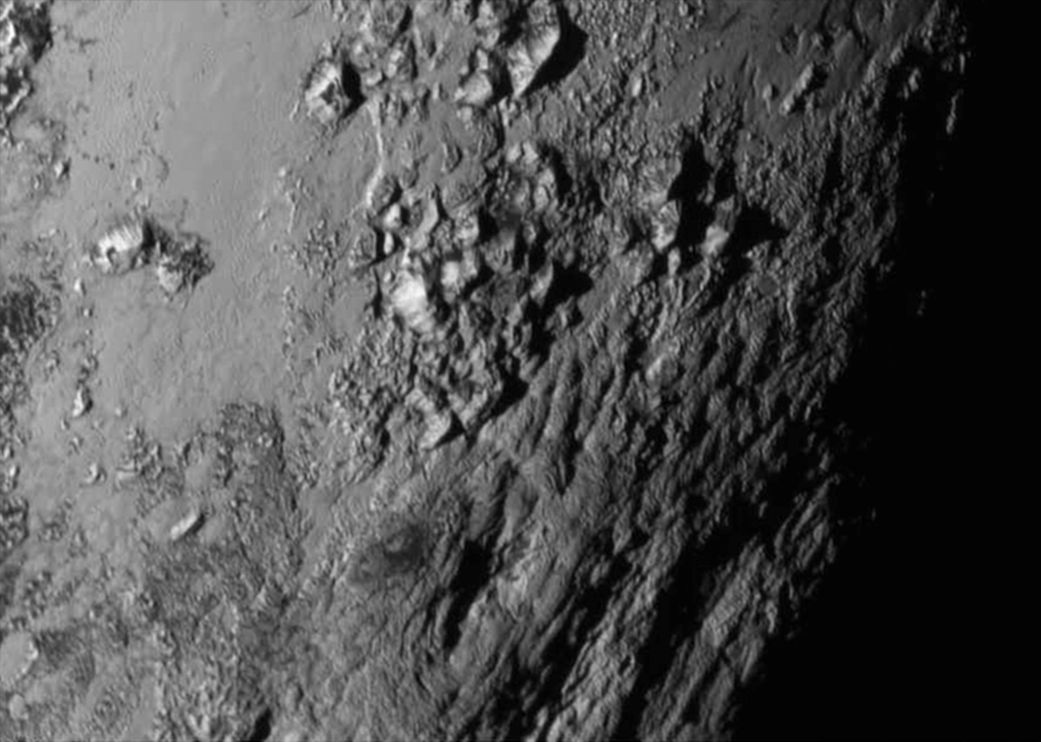
Montes Tenzing en Plutón (primer plano; 14 julio de 2015).